# Pessebre vivent

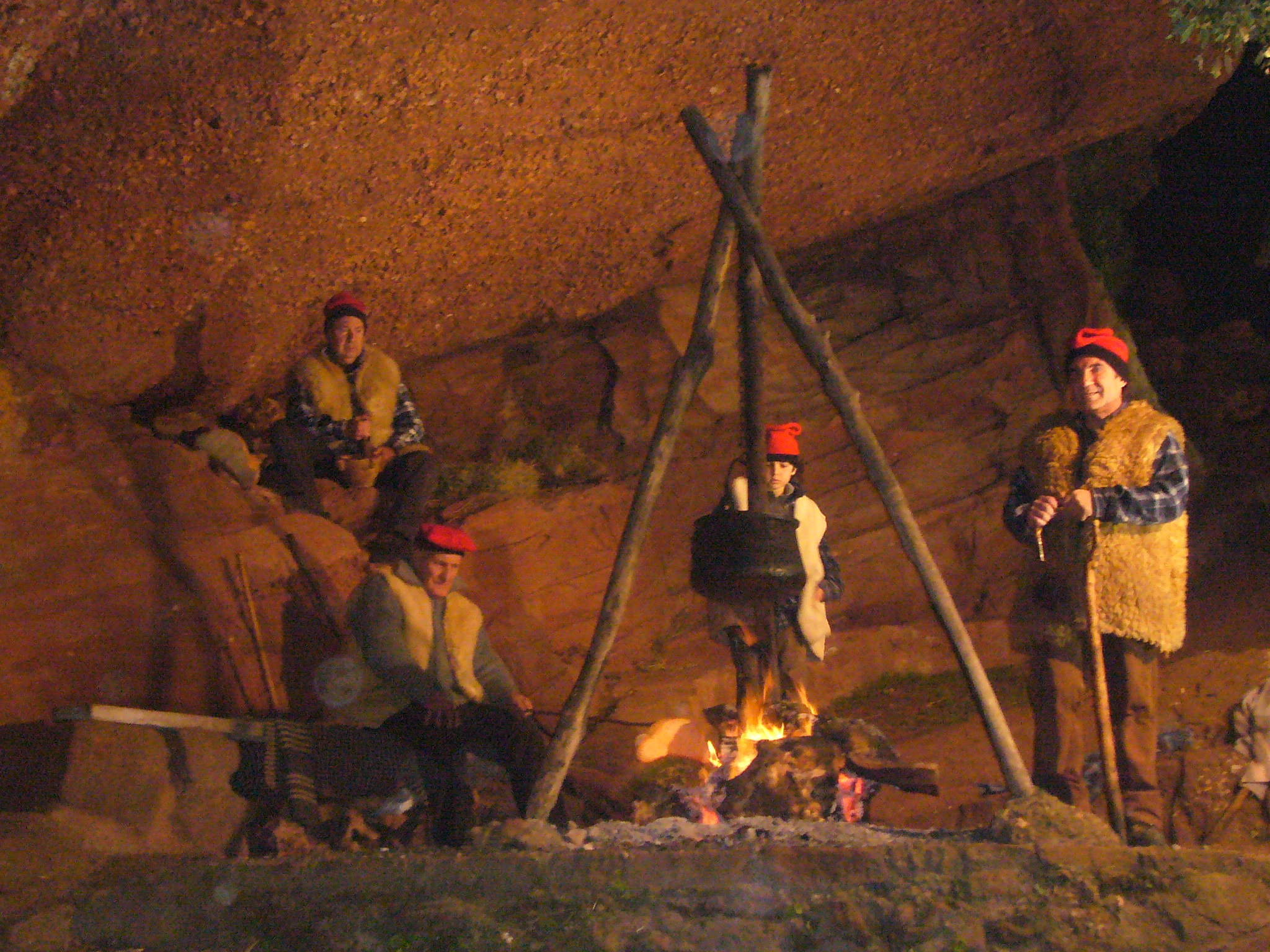
Escena de pastors al Pessebre Vivent de Corbera de Llobregat

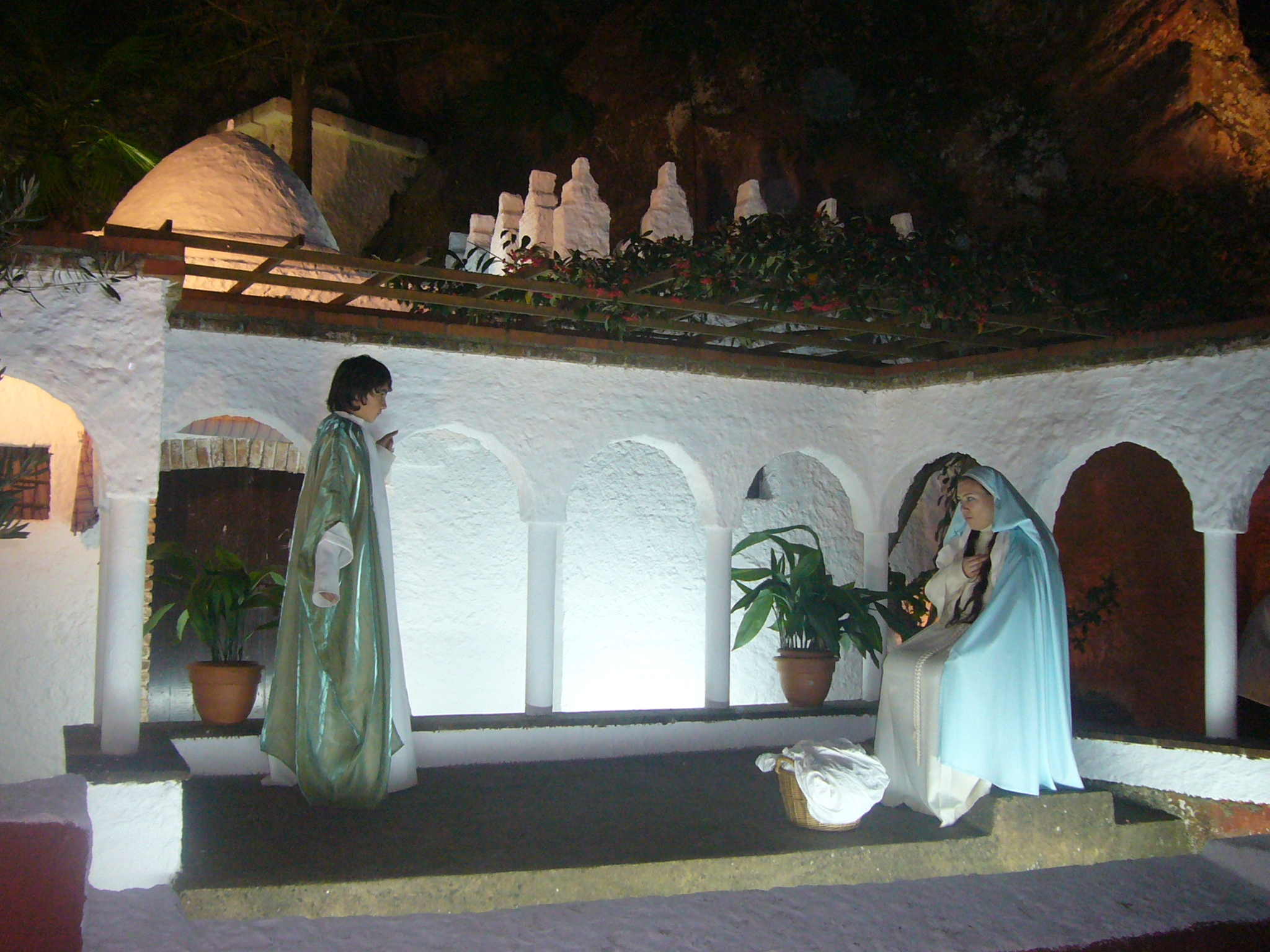
Escena de l'Anunciació al Pessebre Vivent de Corbera de Llobregat

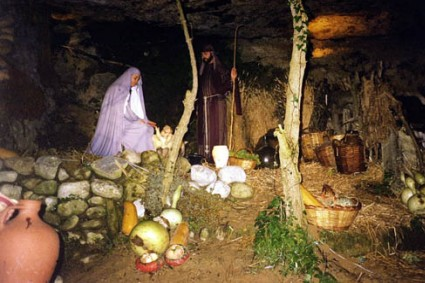
Escena del Pessebre de Bàscara

Un pessebre vivent és una representació del naixement de Jesús de Natzaret a partir de diversos quadres amb personatges vius i aprofitant un entorn o paratge rústic o amb interès arquitectònic com el nucli antic d'un poble, la llera d'un riu, els entorns d'una finca o un bosc, per on l'espectador es desplaça. Les representacions es solen realitzar els mesos de desembre i gener, coincidint amb les festes nadalenques.
Segons algunes fonts, Sant Francesc d'Assís organitzà l'any 1223 el primer pessebre vivent de la història a Rieti (Itàlia). Segons el seu biògraf Thomas de Celano la intenció de Sant Francesc d’Assís va ser reviure el que havia vist a Terra Santa, així que va escollir una balma als afores de Greccio per a representar-hi “un pessebre ple de palla, ovelles, un bou i un ase, igual que a Betlem” i així la gent podia endinsar-se en la realitat de l’Evangeli “in situ”
A Catalunya hi ha tradició documentada de pessebres des del segle xiv, però la passió pels pessebres va anar més enllà de la representació a través de figures, i des de mitjans del segle XX hi ha pessebres vivents que fan realitat el somni de poder passejar-se entre boscos i rius, envoltat de penya-segats i de fogueres amb pastors que dormen al ras.

## Pessebres vivents a Catalunya
El primer pessebre vivent fou el Pessebre Vivent d'Engordany, iniciat l'any 1956 a Engordany (Andorra) per Esteve Albert i Corp, on el públic seia a platea davant l'escenari on actuaven els actors. La primera representació de Catalunya va ser l'any 1959 amb el Pessebre Vivent de Castell d'Aro (Baix Empordà), que en la primera edició solament incloïa l'escena del naixement.
El Pessebre Vivent de Corbera de Llobregat, que es va representar per primera vegada el 24 de desembre de 1962, va incorporar un fet diferencial, ja que el públic per primera vegada es passejava per dintre del pessebre barrejant-se amb les figures vivents. Organitzat pels Amics de Corbera i escenificat a la Penya del Corb, un conjunt de roques vermelloses situat a Corbera de Llobregat, és considerat el primer pessebre vivent de Catalunya i s'ha continuat celebrant cada any de manera ininterrompuda. El public és guiat per una narració del text de l'Evangeli enriquit per comentaris i poesia. Els més de 200 actors representen escenes incloent l'Anunciació de l'Àngel a la Verge, els Pastors, les Bugaderes, el Naixement a la Cova, l'Anunci de l'Àngel als Pastors, l'Adoració dels Pastors i els Reis, la Fugida a Egipte, la vida a Natzaret i escenes típiques catalanes de masies.
Un altre referent entre els pessebres vivents de Catalunya és el de Gunyoles d'Avinyonet, que, com a tret diferencial, es tracta d'una escenificació parlada. Consta de 13 quadres que comencen amb l'Anunciació i finalitzen amb l'infant Jesús. Al llarg del circuit, el públic troba les escenes dialogades, amb textos de Josep Maria Folch i Torres i Francesc d'Assís Picas.
A Catalunya se celebren múltiples pessebres vivents, 30 d'ells agrupats en l'Associació Coordinadora de Pessebres Vivents de Catalunya, incloent:
- Província de Barcelona: Bigues i Riells (Vallès Oriental), Canyelles (Garraf), Corró d'Avall (Vallès Oriental), Celrà (Gironès) Els Prats de Rei (Anoia), La Pobla de Lillet (Berguedà), La Torreta (Vallès Oriental), Les Gunyoles d'Avinyonet (Alt Penedès), Les Torres de Fals (Bages), Manresa (Bages) Martorelles (Vallès Oriental), Món Sant Benet (Bages), Polinyà (Vallès Occidental), Sant Feliu de Llobregat (Baix Llobregat), Sant Pere de Ribes (Garraf).
- Província de Girona: Bàscara (Alt Empordà), Breda (La Selva), Brunyola (La Selva) Calonge (Baix Empordà), Castell d'Aro (Baix Empordà), Fontcoberta (Pla de l'estany), Joanetes (Garrotxa), Llers (Alt Empordà), Maçanet de la Selva (La Selva), Navata (Alt Empordà), Pals (Baix Empordà), Peralada (Alt Empordà), Tossa de Mar (Selva).
- Província de Lleida: Linyola (Pla d'Urgell), Prullans de Cerdanya (Cerdanya), Peramola (Alt Urgel), Prullans de Cerdanya (Cerdanya) Sant Guim de la Plana (Segarra)
- Província de Tarragona: La Pobla de Montornès (Tarragonès), L'Espluga de Francolí (Conca de Barberà), Masia de Castelló (Vandellòs i l'Hospitalet de l'Infant) (Baix Camp), Salou (Tarragonès), Jesús (Baix Ebre).